# دان موراي (لاعب كرة قاعدة)
دان موراي (بالإنجليزية: Dan Murray)‏ هو لاعب كرة قاعدة أمريكي، ولد في 21 نوفمبر 1973 في لوس ألاميتوس في الولايات المتحدة.

## وصلات خارجية
- دان موراي على موقعبيزبول رفرنس.كوم (الدوري الرئيسي) (الإنجليزية)
- دان موراي على موقعبيزبول رفرنس.كوم (الدوري الثانوي) (الإنجليزية)